# Чертаново (станція)
Чертаново — залізнична станція Павелецького напрямку Московської залізниці в Москві. За основним характером роботи є вантажною, за обсягом роботи віднесена до 3 класу. Входить до Московсько-Горьківського центру організації роботи залізничних станцій ДЦС-8 Московської дирекції управління рухом.
На головному триколійному ходу Павелецького напрямку станція Чертаново знаходиться тільки по III колії, що проходить від станції Коломенське із західної сторони I і II колій на східну сторону під шляхопроводом, основний колійний розвиток знаходиться на схід в стороні від I, II колій. Далі на південь III колія знову зближається до I, II колій.

## Пасажирські платформи Чертаново
Зупинний пункт Чертаново з пасажирськими платформами знаходиться на I, II коліях, поза межами станції Чертаново, на перегоні Коломенське — Бірюлево-Товарна.
Всього дві берегові платформи, перехід між якими здійснюється по пішохідному настилу через залізничні колії головного ходу. Турнікетами не обладнані. Квиткова каса знаходиться із західного боку колій біля пішохідного настилу на північ від платформ. Раніше також працювала квиткова каса в павільйоні на східній платформі («в центр»).